# 얼스터 대계
얼스터 대계(영어: Ulster Cycle 얼스터 사이클[*]), 또는 붉은가지 대계(아일랜드어: Rúraíocht 루라오크트, 영어: Red Branch Cycle)란 아일랜드 신화의 네 가지 대계 중 하나로서, 현재의 얼스터 동부와 렌스터 북부에 해당하는 울라 지방의 영웅들(쿠 훌린 등)의 이야기가 여기에 해당한다.
얼스터 대계의 주인공 쿠 훌린의 삼촌인 울라 왕 콘코바르는 판본에 따라 친아버지가 에린의 지고왕 파크트나라고도 하는데, 《에린 침략의 서》에서는 파크트나가 율리우스 카이사르 및 클레오파트라 7세와 동시대에 살았다고 서술한다. 제프리 키팅과 《에린 왕국 연대기》도 파크트나의 치세를 각각 기원전 110년 ~ 기원전 94년, 기원전 159년 ~ 기원전 143년으로 비정하고 있기에, 이에 따르면 얼스터 대계의 시대적 배경은 기원전 2세기 또는 기원전 1세기가 된다. 이야기 순서로 보면 신화 대계 다음의 두 번째 대계로, 기원전 19세기 또는 기원전 15세기가 배경인 신화 대계와의 시간 간격은 1400년 ~ 1700년 정도이다. 세 번째 대계인 피니언 대계와는 약 200 ~ 400년 정도 시간 차이가 난다.

## 줄거리
얼스터 대계 제일의 영웅은 쿠 훌린이지만, 이야기 자체는 에번바허(오늘날의 아마 근교에 소재한 토성)에 도읍하여 울라(오늘날의 얼스터)를 다스리던 콘코바르 막 네사 왕의 치세 기간과 거의 일치한다. 콘코바르의 탄생과 죽음이 얼스터 대계의 시작과 끝이라고 할 수 있다. 쿠 훌린은 이 콘코바르 왕의 조카다. 울라 왕국은 인접한 코나크타 왕국과 지속적인 전쟁을 겪는데, 코나크타의 지도자는 여왕 메브와 그 남편 알릴 막 마타다. 전체 대계 중에서 가장 길고 중요한 이야기는 단연 〈쿠얼러의 소몰이〉다. 메브가 울라의 황소 돈 쿠얼릉거를 빼앗기 위해 대군을 이끌고 쿠얼러(오늘날의 쿨리반도)를 침공하면서 일어난 전쟁 이야기다. 이때 울라 남자들이 모두 시원찮은 상태가 되어 당시 17세의 쿠 훌린이 단기로 코나크타 연합군을 맞아 막아냈다. 또 유명한 이야기로는 콘코바르 이전에 울라 왕이었던 페르구스 막 로크를 코나크타로 망명 가게 만든 데르드러 사건이 있다. 데르드러 이야기는 윌리엄 버틀러 예이츠 등에 의해 희곡으로 각색되기도 했다.
얼스터 대계 이야기들은 고대 게일어 및 중세 게일어로 쓰였다. 대부분 산문이며, 가끔 운문이 여기저기 산재해 있다. 12세기에서 15세기 사이에 작성된 필사본으로서 보존되었지만, 많은 경우 필사된 이야기들은 그보다 훨씬 오래 전부터 구전되던 것들이다. 언어학적 분석을 해 보면 가장 이른 것은 8세기까지 거슬러 올라가며, 등장인물이나 사건의 비교신화에서는 7세기까지 연대가 앞당겨진다. 전체적인 문체는 간결체이고, 내용은 폭력적이다. 때때로 해학적인 삽화가 존재하기도 한다. 그리고 대부분의 내용이 현실적이다. 여신과 같은 초자연적 요소가 등장하기는 하지만 매우 드물다. 다른 등장인물들이 현실적 인간인 가운데 쿠 훌린 혼자서 인간을 초월한 용력을 보여주는데, 특히 분노나 충격으로 정신을 놓아 "리스트라드(ríastrad)"라는 광란 상태에 빠지면 적아를 구분하지 못하고 무차별 공격을 퍼붓는 괴물로 변한다. 이는 그가 반신(半神)임을 증거한다. 얼스터 대계에 등장하는 켈트의 고대신들로는 루 라와더, 모리안, 앙구스, 미디르 등이 있다.
많은 아일랜드 야사 사료들은 고대 아일랜드가 대체로 단일화된 사회로서 아르드리라는 세습군주의 지배 하에 있었다고 기록한다. 하지만 얼스터 대계는 에린 섬이 여러 개의 소왕국들로 분열되어 서로 싸워대는, 유의미한 중앙 권력이 부재한 사회상을 묘사하고 있다. 작중 사회는 전사귀족집단이 지배하는 목축 기반 사회로, 이 사회를 지배하는 문명은 비기독교임이 분명해 보인다. 귀족가는 서로의 아이들을 상대방 집에 양자녀로 보내면서 서로간의 결속을 돈독히 한다. 부를 가늠하는 기준은 소의 마릿수다. 마적떼의 소 약탈과 같은 양상을 보이는 전쟁이 일어나기도 하고, 여울에서 양쪽의 대전사(代戰士)가 일 대 일 결투를 벌이는 식으로 전쟁을 하기도 한다. 그리고 인물들의 행동은 기아스라는 종교적 금기에 의해 제한받는다.
이 대계의 사건들은 예수 그리스도의 활동기간과 일치하도록 의도적으로 기록되었을 것으로 생각된다. 콘코바르 왕이 태어난 해에 예수도 태어났고, 콘코바르가 죽은 해에 예수도 죽었다고 한다. 또 《에린 침략의 서》에서는 쿠얼러의 소몰이 전투와 쿠 훌린이 태어나고 죽은 것이 모두 코나러 모르가 지고왕이었을 때 일어난 일이라고 비정하며, 코나러 모르의 치세는 로마 황제로 치면 아우구스투스 재위기(기원전 27년-기원후 14년)와 겹친다고 써 놓았다. 일부 이야기에서는 카르브러 니어 페르가 지고왕이었다고도 한다. 이렇게 오락가락하는 기록들은, 이 시기에 지고왕이 없었을 가능성을 시사한다.
야사 사료들의 주장대로 이야기의 배경이 기원전 1세기라면, 코나크타가 울라의 가장 큰 적수로 등장하는 것은 시기적으로 맞지 않다. 코나크타의 지배자들은 콘 케드커하크의 후손들이며, 애초에 코나크타라는 이름 자체가 "콘"에서 온 것인데, 콘 케드커하크는 얼스터 대계의 시간적 배경보다 몇 세기 뒤의 사람이다. 후기의 이야기들은 코나크타의 옛 이름이 코케드 올 네크마흐트였다고 하면서 이 맹점을 해결하려고 했다. 아무튼 이 연대 측정이 다분히 인공적으로 조작된 것임은 분명하며, 그 원인은 아일랜드의 기독교 수도사들이 자기네 역사를 성경의 역사와 일치하도록 끼워맞추려고 했기 때문일 것이다. 그렇다면, 이야기를 채록하고 필경한 수도사들의 과오로 인해 울라와 코나크타 사이의 전쟁은 엉뚱한 시간에 배치된 것이고, 그 전쟁 자체는 실제로 있었던 일이라고 생각할 수도 있다.
19세기와 20세기의 몇몇 학자들, 예컨대 유진 오커리와 쿠노 마이어 같은 이들은 얼스터 대계의 등장인물들이 역사적 실존인물이라고 생각했다. 반면 T. F. 오라일리는 이 이야기들이 전적으로 신화이며, 인물들은 고대의 신들이 에우헤메리즘화된 결과물이라고 주장한다. 에른스트 빈디슈는 이것이 신화조차도 아니고 그냥 지어낸 이야기들인데, 거기에 미량의 진짜 신화를 더한 것이라고 생각한다. 얼스터 대계에서 묘사되는 사회상은 갈리아, 갈라티아, 브리튼에 존재했던 고전 시대의 켈트 사회를 떠올리게 하는 부분이 분명히 있다. 전사들은 도검과 창, 방패를 들고 싸운다. 이동할 때는 말 두 마리가 끄는 전차를 타고 다닌다. 전사가 타는 전차를 몰아주는 것은 비귀족 출신의 숙련된 마차부다. 죽인 적의 목을 잘라서 보존처리하여 간직하고, 연회 자리에서 자신의 용맹을 뽐내어 가장 용맹한 이가 자기 마음에 드는 고기 부위를 가장 먼저 썰어갈 권리(쿠라드미르)를 얻는다. 왕들은 드루이드의 자문을 받으며, 시인들이 상당한 권력과 특권을 누린다. 이런 삽화들을 모두 종합하여, 케네스 H. 잭슨 등의 학자들은 얼스터 대계가 기독교 전래 이전의 철기시대 켈트의 모습을 잘 보존하고 있는 진서라는 결론을 내린다. 이에 맞서 위서설을 지지하는 학자들은 중세 초기 아일랜드 사회에서도 얼스터 대계의 사회상과의 유사성이 나타난다는 점과 고전문학의 영향을 받은 점을 강조한다.`